# Varatra
Varatra este un gen de molii din familia Lymantriinae.

## Specii
Singura specie din acest gen este: 
- Varatra acosmeta (Collenette, 1939)[1]

## Legături externe
- en Baza de date a genului Lepidoptera la Muzeul de istorie naturală